# بيدرو أورلاندو رييس
بيدرو أورلاندو رييس (23 فبراير 1959 بهافانا في كوبا - 26 نوفمبر 2024) هو ملاكم كوبي.